# Ликоподий

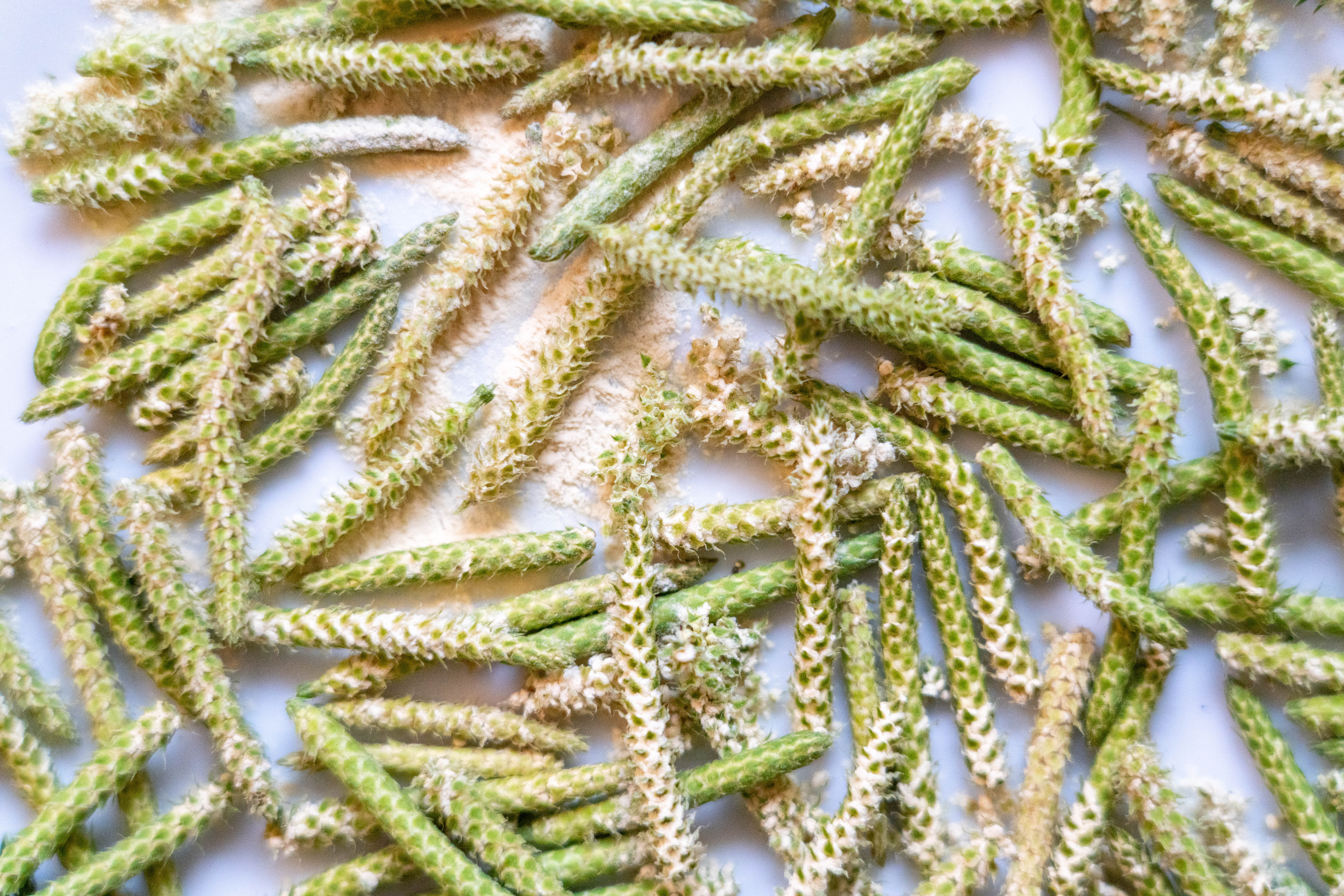
Спороносные колоски плауна

Ликопо́дий, или плау́нное се́мя (лат. Lycopódium) — зрелые сухие споры разных видов растений рода Плаун (в основном, плауна булавовидного (Lycopodium clavatum) L.). Содержат до 50 % жирного масла, глицерин и другие соединения.

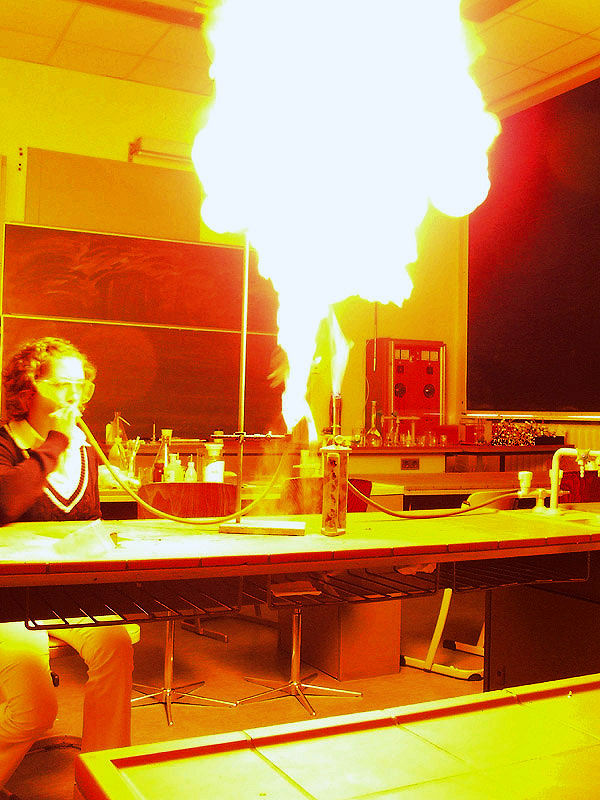
Демонстрация взрыва спор ликоподия при попадании в горелку Бунзена

В медицине используют в качестве детской присыпки, для обсыпки пилюль, а также в гомеопатии.
В народной медицине споры плаунов применяют как заживляющее средство для засыпки ран, ожогов, обморожений, при экземах, фурункулах, лишаях, рожистых воспалениях. Стебли используют при заболеваниях мочевого пузыря, печени, дыхательных органов, при недержании мочи, болях в желудке, при геморрое, диспепсиях и ревматизме.
В металлургии используется при фасонном литье металла для обсыпки форм — при сгорании их образуется слой газов, препятствующих прилипанию изделия и придающих металлу гладкую поверхность.
В пиротехнике споры иногда добавляют в составы бенгальских огней.
Заготовку спор производят в конце лета — начале осени, после пожелтения спороносных колосков. Колоски срезают ножницами или острым ножом, обычно в сырую погоду, складывая в мешочки из плотной ткани, затем высушивают на открытом воздухе и просеивают через мелкое сито для отделения спор.